# Союз ТМА-14
Союз ТМА-14 — российский пилотируемый космический корабль, на котором был осуществлён сорок шестой пилотируемый полёт к Международной космической станции, и восемнадцатый полёт космического аппарата серии «Союз» к МКС. Экипаж корабля составил девятнадцатую долговременную экспедицию к МКС. В состав экспедиции вошёл космический турист Чарльз Симони, уже летавший в космос в 2007 году.

## Эмблема полёта
Анна Чибискова, 12 лет, г. Москва, автор эмблемы экипажа ТПК «Союз ТМА-14».

## Экипаж
Цифра в скобках показывает число законченных космических полётов, включая этот, которые уже совершил данный член экипажа
Экипаж старта
- (ФКА) Геннадий Падалка (3) — командир экипажа.
- (НАСА) Майкл Барратт /англ./ (1) — бортинженер.
- / (ФКА) Чарльз Симони (2) — седьмой космический турист

Экипаж посадки
- (ФКА) Геннадий Падалка (3) — командир экипажа.
- (НАСА) Майкл Барратт /англ./ (1) — бортинженер.
- (ФКА) Ги Лалиберте[3] (1) — участник полёта.

Дублирующий экипаж
- (ФКА) Максим Сураев (1) — командир экипажа.
- (НАСА) Джеффри Уильямс /англ./ (3) — бортинженер.
- (ФКА) Эстер Дайсон /англ./ (1) — участник полёта.

## События
- 26 марта 2009 стартовал к МКС с космодрома Байконур в 14:49 по московскому времени.
- 28 марта 2009 успешно пристыковался к МКС.
- 11 октября 2009 в штатном режиме приземлился в Казахстане

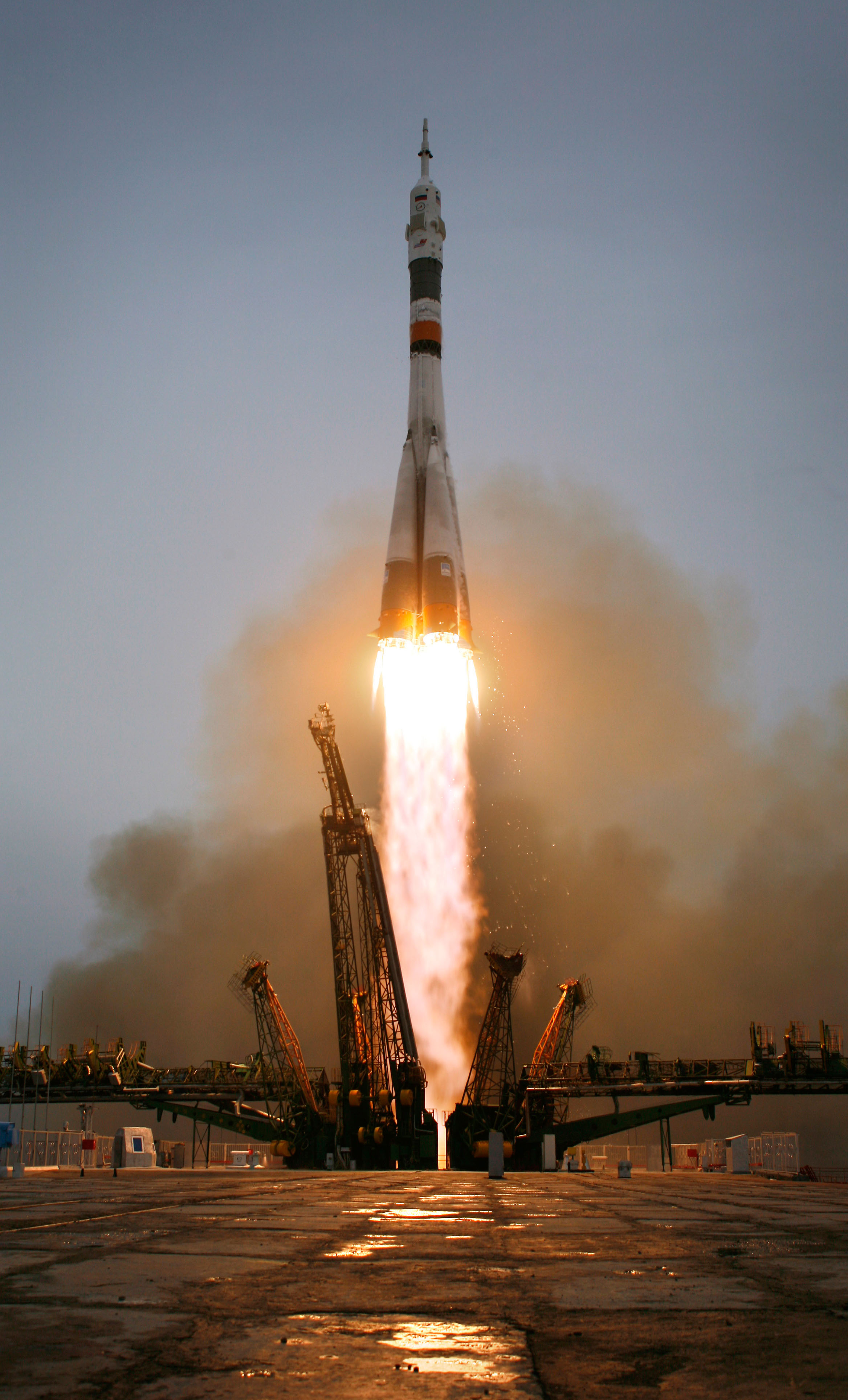
Старт Союз ТМА-14

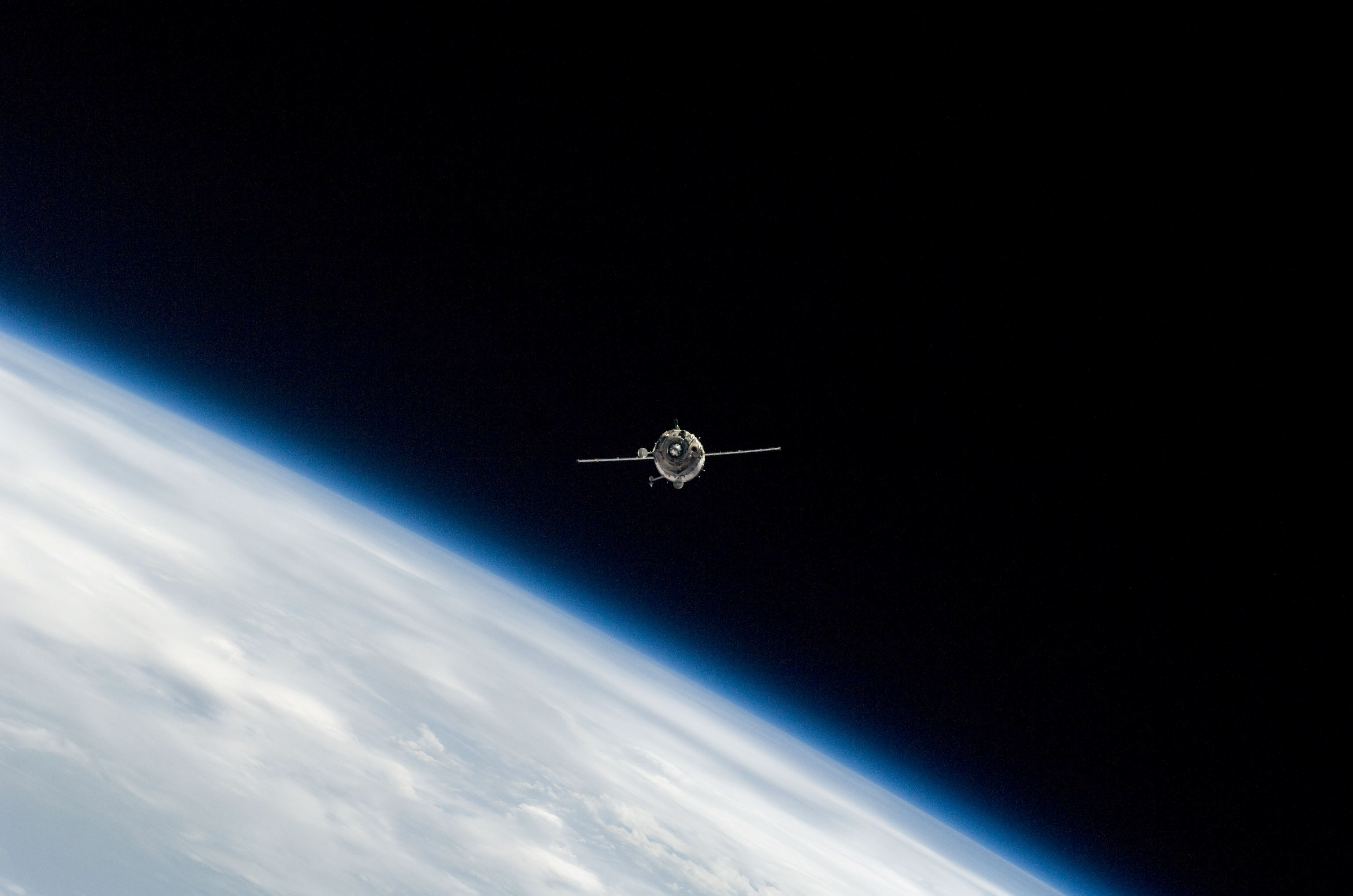
«Союз ТМА-14» перед стыковкой с МКС